# Spetshjortar
Spetshjortar (Mazama) är ett släkte i familjen hjortdjur (Cervidae). De lever i skogar av Syd- och Centralamerika. Utbredningsområdet ligger i låglandet och i upp till 5000 meter höga bergstrakter. Antalet arter är omstritt bland biologerna. IUCN (2017) listar tio arter.
Släktnamnet Mazama kommer från språket nahuatl som talas i centrala Mexiko och har betydelse "hjort".
Spetshjort är även en beteckning på en ung bock av exempelvis kronhjort eller dovhjort vars första horn bara består av två ogrenade spetsar.

## Kännetecken
Spetshjortar har inga förgreningar i hornen utan bara två enkla stänger. På så sätt liknar de dykarantiloper men är inte närmare släkt med dessa. Angående storleken finns stora skillnader mellan arterna. Med en kroppslängd (huvud och bål) av 70 centimeter och en vikt omkring 10 kg är Mazama chunyi inte mycket större än en fälthare. Däremot är de största arterna, Mazama gouazoubira och Mazama americana, med en längd av upp till 135 cm (huvud och bål) och en vikt av 8 till 25 kg lika stor som ett rådjur. Pälsen har inget mönster och färgen varierar mellan ljus- och mörkbrun. Den 5 till 20 cm långa svansen har en vit undersida.
Enstaka exemplar av Mazama americana kan väga upp till 65 kg.

## Levnadssätt
Det är inte mycket känt om spetshjortarnas levnadssätt på grund av att de är sällsynta. De lever troligtvis ensam och träffas bara under parningstiden. När parningen sker beror på populationens utbredning. Deras föda utgörs av blad, gräs, klätterväxter, unga växtskott och frukter.
De gömmer sig i tät undervegetation och stannar stilla när en människa eller ett främmande djur är i närheten. Spetshjortar har bra simförmåga. Beroende på art varar dräktigheten i 206 till 225 dagar och sedan föds en enda unge som väger 510 till 567 gram. En individ av Mazama americana levde 16 år.

## Arterna
De två största arterna förekommer i stora delar av det amerikanska låglandet.
- Mazama americana förekommer i regnskogar från Mexiko över Centralamerika till Brasilien och Uruguay. Två populationer räknas ibland som särskilda arter, dessa är Mazama temama som lever i Mexiko och Mazama pandora som förekommer på Yucatánhalvön.
- Mazama gouazoubira saknas i Centralamerika men har annars samma utbredningsområde som Mazama americana.

De övriga mindre arterna lever i skogar och på bergslutningar i Anderna. De vistas ibland i regioner 5000 meter över havet.
- Mazama bororo, denna art beskrevs först 1996, den förekommer i sydöstra Brasilien i skogar vid kustlinjen.
- Mazama bricenii
- Mazama chunyi
- Mazama nana
- Mazama nemorivaga
- Mazama pandora
- Mazama rufina
- Mazama temama